# La Somnambule (Scribe)
Pour les articles homonymes, voir La Somnambule.
La Somnambule est une comédie-vaudeville en deux actes d'Eugène Scribe publiée en 1819 et représentée pour la première fois à Paris, au Théâtre du Vaudeville, le 6 décembre 1819.

## Genèse
Eugène Scribe, auteur prolifique et habile à se conformer à l'air du temps et aux attentes du public de la comédie utilise pour écrire La Somnambule un sujet très prisé en 1819. Balançant entre l'attrait pour les sciences occultes (Dumas, Hugo) et la caution de la faculté (Laennec), le XIXe siècle romantique se réunit dans les salons autour des médiums, pour des séances de somnambulisme qui ne fait alors qu'un avec le magnétisme. Scribe s'associe encore une fois avec Germain Delavigne pour écrire les deux actes d'un vaudeville dans lequel son public satisfera son goût pour le surnaturel. 

## Création
La pièce est créée le 6 décembre 1819 au Théâtre du Vaudeville par Louise Perrin. La scène de somnambulisme du deuxième acte remporte un tel succès que, pour la reprise de la saison suivante au Théâtre du Gymnase, Scribe en ajoute une nouvelle dès le prologue.

## Postérité
Huit ans plus tard, Scribe tire de son texte un livret, remanié sous le titre La Somnambule, ou l'Arrivée d'un nouveau seigneur, pour un ballet de Jean-Pierre Aumer créé le 19 septembre 1827 à l'Opéra de Paris. 
Le sujet a la faveur du public et deux autres chorégraphes, Auguste Bournonville et Charles-Louis Didelot, reprennent également le livret de Scribe en 1829 pour Copenhague et Saint-Pétersbourg. 
Du léger vaudeville de Scribe, Felice Romani tire ensuite le livret d'un opéra dramatique pour Vincenzo Bellini, La sonnambula, créé à Milan le 6 mars 1831. 
En 1859, La Somnambule revient au ballet et à Saint-Pétersbourg avec Marius Petipa. 
George Balanchine s'inspire à son tour de l'opéra de Bellini pour chorégraphier son ballet The Night Shadow, créé, sur une musique de Vittorio Rieti, le 27 février 1946, par les Ballets russes de Monte-Carlo au City Center of Music and Drama de New York et repris le 6 janvier 1960 sous le titre de La sonnambula par le New York City Ballet. 